# Margery Allingham
Margery Louise Allingham (20 de mayo de 1904, Londres - 30 de junio de 1966, Colchester, Essex) fue una escritora de novelas policíacas británica.

## Biografía
Fue la primogénita de una familia de escritores que consideraba la literatura como el único modo posible de ganarse la vida de forma lícita. Publicó su primer cuento a la edad de 8 años, su primera novela a los 19 y su primera novela policíaca a punto de cumplir los 20. Vivió toda su vida entre Essex y un piso en Bloomsbury que en su momento fue el estudio del novelista George du Maurier, abuelo de la famosa escritora Daphne du Maurier.
El éxito le llegó en 1929 con The Crime at Black Dudley, en la que presentó por primera vez al detective ficticio Albert Campion, un aristócrata aficionado a resolver crímenes. Sus historias se volvieron muy populares, y novelas como El signo del miedo (1933; Impedimenta, 2016), Más trabajo para el enterrador (1949; Impedimenta, 2018), The tiger in the smoke (1952) y The China governess (1962), con su fino estilo intelectual y perspicacia psicológica, le granjearon al personaje cierta estimación dentro del género literario serio. Albert Campion protagonizó más de veinte relatos y otras diecisiete novelas de la escritora. Todas estas obras hicieron que Allingham fuese considerada una de las grandes damas de la edad de oro de la novela de detectives inglesa, junto con Agatha Christie y Dorothy L. Sayers
Murió a los 62 años debido a un cáncer de mama. 
La BBC produjo adaptaciones de ocho de sus novelas a finales de los años ochenta.

## Obras publicadas en español
- El signo del miedo, 1933; Impedimenta, 2016. Traducción del inglés a cargo de Guillermo López Gallego. ISBN  978-84-16542-49-9
- Más trabajo para el enterrador 1949; Impedimenta, 2018. Traducción del inglés a cargo de Antonio Padilla. ISBN 978-84-17115-60-9

- Datos: Q266205
- Multimedia: Margery Allingham / Q266205